# Angélique (série de films)
Pour les articles homonymes, voir Angélique.
 Pour plus de détails, voir Fiche technique et Distribution
La série des Angélique, composée de cinq films réalisés par Bernard Borderie, a été un énorme succès commercial lors de sa sortie, et a été très souvent rediffusée à la télévision depuis.

## Liste des films
- 1964 : Angélique, marquise des anges
- 1965 : Merveilleuse Angélique
- 1966 : Angélique et le Roy
- 1967 : Indomptable Angélique
- 1968 : Angélique et le Sultan

## Fiche technique
| Titre         |                                           |                                           |                                           |                                               |                                               |
| Titre         | Angélique, marquise des anges             | Merveilleuse Angélique                    | Angélique et le Roy                       | Indomptable Angélique                         | Angélique et le Sultan                        |
| ------------- | ----------------------------------------- | ----------------------------------------- | ----------------------------------------- | --------------------------------------------- | --------------------------------------------- |
| Réalisateur   | Bernard Borderie                          | Bernard Borderie                          | Bernard Borderie                          | Bernard Borderie                              | Bernard Borderie                              |
| Durée         | 115 minutes                               | 100 minutes                               | 100 minutes                               | 85 minutes                                    | 95 minutes                                    |
| Sortie        | 8 décembre 1964                           | 7 juillet 1965                            | 31 janvier 1966                           | 22 octobre 1967                               | 23 août 1968                                  |
| Genre         | Film d'aventures, film historique         | Film d'aventures, film historique         | Film d'aventures, film historique         | Film d'aventures, film historique             | Film d'aventures, film historique             |
| Producteur(s) | Raymond BorderieFrancis Cosne             | Raymond BorderieFrancis Cosne             | Raymond BorderieFrancis Cosne             | François ChavaneRaymond BorderieFrancis Cosne | François ChavaneRaymond BorderieFrancis Cosne |
| Scénariste(s) | Claude BruléBernard BorderieFrancis Cosne | Claude BruléBernard BorderieFrancis Cosne | Alain DecauxBernard BorderieFrancis Cosne | Pascal JardinBernard BorderieFrancis Cosne    | Pascal JardinBernard Borderie                 |
| Monteur(s)    | Christian Gaudin                          | Christian Gaudin                          | Christian Gaudin                          | Christian Gaudin                              | Christian Gaudin                              |
| Musique       | Michel Magne                              | Michel Magne                              | Michel Magne                              | Michel Magne                                  | Michel Magne                                  |

## Entrées au box-office
| Films                         | Année | France            | Italie            | Allemagne         | Espagne           | Union soviétique   |
| ----------------------------- | ----- | ----------------- | ----------------- | ----------------- | ----------------- | ------------------ |
| Angélique, marquise des anges | 1964  | 2 958 684 entrées | 5 442 000 entrées | 5 500 000 entrées | 211 941 entrées   | 44 100 000 entrées |
| Merveilleuse Angélique        | 1965  | 2 349 430 entrées | 3 705 000 entrées | 4 300 000 entrées | NC                | 22 900 000 entrées |
| Angélique et le Roy           | 1966  | 2 182 873 entrées | 4 000 000 entrées | 3 300 000 entrées | 3 995 000 entrées | 43 100 000 entrées |
| Indomptable Angélique         | 1967  | 1 910 585 entrées | 3 000 000 entrées | 2 700 000 entrées | NC                | 24 800 000 entrées |
| Angélique et le Sultan        | 1968  | 1 780 555 entrées | 2 100 000 entrées | NC                | NC                | 24 800 000 entrées |

## Personnages récurrents
N.B. : seuls les personnages apparaissant dans au moins deux des cinq films de la série figurent dans ce tableau.
| Personnages                   | Angélique, marquise des anges | Merveilleuse Angélique | Angélique et le Roy | Indomptable Angélique | Angélique et le Sultan |
| ----------------------------- | ----------------------------- | ---------------------- | ------------------- | --------------------- | ---------------------- |
| Angélique                     | Michèle Mercier               | Michèle Mercier        | Michèle Mercier     | Michèle Mercier       | Michèle Mercier        |
| Joffrey de Peyrac             | Robert Hossein                | Absent                 | Robert Hossein      | Robert Hossein        | Robert Hossein         |
| François Desgrez              | Jean Rochefort                | Jean Rochefort         | Jean Rochefort      | Absent                | Absent                 |
| Louis XIV                     | Jacques Toja                  | Jacques Toja           | Jacques Toja        | Absent                | Absent                 |
| Philippe de Plessis-Bellières | Claude Giraud                 | Claude Giraud          | Claude Giraud       | Absent                | Absent                 |
| Maître Molinès                | Jacques Hilling               | Jacques Hilling        | Jacques Hilling     | Absent                | Absent                 |
| Barcarole                     | Roberto (it)                  | Roberto (it)           | Roberto (it)        | Absent                | Absent                 |
| Monsieur, frère du Roi        | Robert Porte                  | Robert Porte           | Absent              | Absent                | Absent                 |
| Le prince de Condé            | François Maistre              | François Maistre       | Absent              | Absent                | Absent                 |
| Nicolas Merlot                | Giuliano Gemma                | Giuliano Gemma         | Absent              | Absent                | Absent                 |
| Le chevalier de Lorraine      | Robert Hoffmann               | Robert Hoffmann        | Absent              | Absent                | Absent                 |
| Barbe                         | Denise Provence               | Denise Provence        | Absente             | Absente               | Absente                |
| Jactance                      | Serge Marquand                | Serge Marquand         | Absent              | Absent                | Absent                 |
| Cul-de-Bois                   | Henri Cogan                   | Henri Cogan            | Absent              | Absent                | Absent                 |
| La Polak                      | Rosalba Neri                  | Rosalba Neri           | Absente             | Absente               | Absente                |
| Conan Bécher                  | Charles Régnier               | Charles Régnier        | Absent              | Absent                | Absent                 |
| Marie-Thérèse d'Espagne       | Claire Athana                 | Absente                | Claire Athana       | Absente               | Absente                |
| De Vardes                     | Philippe Lemaire              | Absent                 | Philippe Lemaire    | Absent                | Absent                 |
| Savary                        | Absent                        | Absent                 | Pasquale Martino    | Pasquale Martino      | Absent                 |
| Le marquis d'Escrainville     | Absent                        | Absent                 | Absent              | Roger Pigaut          | Roger Pigaut           |
| Mezzo Morte                   | Absent                        | Absent                 | Absent              | Arturo Dominici       | Arturo Dominici        |
| Jason                         | Absent                        | Absent                 | Absent              | Ettore Manni          | Ettore Manni           |